# فورنی دی سوتو
فورنی دی سوتو (به ایتالیایی: Forni di Sotto) یک کومونه در ایتالیا است که در استان اودینه واقع شده‌است.

## خصوصیات
فورنی دی سوتو ۹۳٫۰ کیلومترمربع مساحت و ۷۰۱ نفر جمعیت دارد.